# Deutschlandfunk Nova

Logo von DRadio Wissen bis 30. April 2017

Deutschlandfunk Nova (Abkürzung: Dlf Nova, bis 30. April 2017: DRadio Wissen) ist das dritte Programm des Deutschlandradios und ging erstmals am 18. Januar 2010 um 6 Uhr unter dem Namen DRadio Wissen auf Sendung. Seine Studios befinden sich in der Kölner und Berliner Sendezentrale des Deutschlandradio. Anders als der Deutschlandfunk und Deutschlandfunk Kultur sendet Deutschlandfunk Nova nicht über UKW, sondern primär über Digitalradio DAB+ und das Internet.
Seit Mitte 2015 lautet das Motto des Programms: Es ist kompliziert. Dazu guter Pop (zuvor: Hirn will Arbeit). Die Leiter von Deutschlandfunk Nova sind seit Juni 2020 Christian Schütte und Lena Stärk, nachdem der vorherige Programmchef Ralf Müller-Schmid zu Deutschlandfunk Kultur gewechselt ist. Seit 19. Februar 2014 positioniert sich der Sender als anspruchsvolles Jugendradio mit einem überdurchschnittlich hohen Wortanteil und einer heterogenen Musikauswahl.

## Programm
Offizieller Starttermin für das aktuelle Programm und den Netzauftritt war der 19. Februar 2014. Seitdem gibt es im Tagesprogramm keine Rubriken im Viertelstundentakt mehr. Tagsüber wird durchgehend über acht Stunden hinweg der Grünstreifen gesendet. Die Rubrik Wissensnachrichten stündlich gegen Minute 45 und die Redaktionskonferenz wurden aus dem alten Programmschema übernommen. Auch den Hörsaal gab es bereits im bisherigen Programm, diese Sendung wird nun aber nur noch am Wochenende gesendet.
Die Musik nimmt eine prominentere Stellung ein als zuvor. Es sollte mit der Neugestaltung „ein anspruchsvolles themengetriebenes Jugendprogramm mit smarter Popmusik“ gemacht werden. Es solle explizit keine „Mainstreamberieselung“ sein.
Im Zuge einer Markenstrukturreform führte das Deutschlandradio zum 1. Mai 2017 für seine Radiosender neue Logos ein. Hierbei wurden Deutschlandradio Kultur und DRadio Wissen umbenannt: Deutschlandradio Kultur tritt seit dem 1. Mai 2017 als Deutschlandfunk Kultur auf, DRadio Wissen als Deutschlandfunk Nova. Die Umstellung der Netzauftritte war bereits Ende April 2017 erfolgt.

### Aktuelle Sendungen (Auswahl)
- Deutschlandfunk Nova mit Jenni Gärtner und Thilo Jahn; Deutschlandfunk Nova mit Sebastian Sonntag und Till Haase, Mo–Fr 6:30 bis 10:00 Uhr, Morningshow mit hohem Wortanteil
- Deutschlandfunk Nova mit... [verschiedenen Moderatorinnen und Moderatoren], Mo–Fr 10:00 bis 19:30 Uhr, 20:00 bis 22:00, Sa 8:00 bis 18:00 Uhr, So 09:00 bis 19:00 Uhr Tagesbegleitprogramm
- Unboxing News, Mo–Fr 19:30 bis 20:00 Uhr, Aktueller Podcast zu einem Thema des Tages, wird auch im Radio gesendet
- Eine Stunde History, Über Schlafen, Achtsam, Eine Stunde Film, Eine Stunde Liebe, Mo–Fr 22:00 bis 23:00 Uhr, Podcasts zu täglich wechselnden Bereichen Geschichte, Film, Achtsamkeit, Schlafen und Liebe
- Hörsaal, So 19:00 bis 21:00 Uhr, Podcast mit je einer Hochschulvorlesung
- Club der Republik, Sa 19:00 bis 0:00 Uhr, Elektronische Musik mit Sets verschiedener DJs
- Lounge, So 21:00 bis 0:00 Uhr, Loungemusik zum Wochenausklang

### Musik
Nach dem Neustart 2014 spielt Musik bei dem Sender trotz des immer noch hohen Wortanteils eine weitaus größere Rolle als zuvor und ist vollständig ins Programm integriert. Nachts wird im Soundtrack ausschließlich eine unmoderierte Musik-Rotation gesendet. Das musikalische Klangbild soll dabei deutlich heterogener sein als bei anderen Jugendradios sonst üblich. Ein gänzlich „alternatives“ Format, wie es unter anderem ByteFM oder FM4 bieten wollen, wird nicht angestrebt.
Hauptsprecher
Die Hauptsprecher sind seit Februar 2014 Marco Sven Reinbold  und seit Mai 2017 Kristina Kiauka, die auf Joyce Ilg als Hauptsprecherin folgte.

## Geschichte

### Anfangsjahre seit 2010
Bis 2014 sendete DRadio Wissen tagsüber neben kurzen Pausen mit vorzugsweise ruhiger, elektronischer Musik viertelstündlich Nachrichten, abwechselnd aus dem Tagesgeschehen und dem Bereich Wissenschaft – ein Konzept, das Programmdirektor Günter Müchler Nachrichtenkreuz nannte. Am Abend waren halbstündliche Sendungen geplant. Die Beiträge wurden von den beiden anderen Vollprogrammen des Deutschlandradios sowie den ARD-Anstalten zugeliefert. Für das Programm wurden 28 Planstellen geschaffen. Das Budget war mit 6,9 Millionen Euro angesetzt.
Das Programm war tagsüber im 15-Minuten-Takt nach folgendem Schema aufgebaut:
- Agenda (Nachrichten)
- Natur (Umwelt, Technik und Natur)
- Medien (Kommunikation und Web)
- Globus (Auslandsreportagen)
- Kultur
- Meine Zukunft (Bildung)
- Spielraum („Gymnastik für Hirn und Ohren“)

Zwischen den Blöcken kamen stündlich zweimal Weltnachrichten und zweimal Wissensnachrichten. Wochentags nach 18 Uhr und am Wochenende wurden Sendungen der Schwestersender Deutschlandfunk und Deutschlandradio Kultur sowie anderer ARD-Sender, beispielsweise Bayern2 oder hr2, übernommen. International kooperierte man mit Radio France, der BBC und DRS 2. Von Nordwestradio wurden Nachrichten in lateinischer Sprache zugeliefert. In der Reihe Hörsaal wurden historische und aktuelle wissenschaftliche Vorträge gebracht, in der Regel mehrere Folgen nacheinander zu einem Thema. Am Samstag- und Sonntagabend waren Musiksendungen im Angebot. Partner des Programms waren unter anderem Zeit Online und die c’t.

### Programmreform 2014
Im Jahr 2013 wurde angekündigt, das Programm massiv umzubauen. Es solle deutlich musiklastiger werden und eine jüngere Zielgruppe ansprechen. Deshalb wurde die Zusammenarbeit mit Moderator Alan Bangs nicht verlängert, der bisher die Musiksendungen im Abendprogramm am Wochenende gestaltet hatte.

### Programmreform 2021
Seit dem 29. November 2021 wurde das Sendeschema von Deutschlandfunk Nova leicht verändert. Die Neuerungen wurden im Wesentlichen mit den Notwendigkeiten der Verwertung von Inhalten auf den sozialen Netzwerken begründet: „Der Name ‚Grünstreifen‘ für die Strecke von 10:00 bis 18:00 Uhr klinge zwar sehr schön, aber niemandem werde mit so einem Namen klar, was dort zu erwarten sei. ‚Das können wir uns gerade im Digitalen nicht mehr leisten, wir möchten hier vor allem deutlich machen: Das, was ihr da hört, kommt von Deutschlandfunk Nova‘“ kommentierte die Programmchefin Lena Stärk die Reform im Programmheft des Deutschlandradios. Wortsendungen wurden seitdem primär zu Podcasts und zuerst als solche veröffentlicht, bevor sie ab 22 Uhr statt, wie bisher, ab 20 Uhr im linearen Programm laufen. Das Sounddesign wurde etwas modernisiert und die Sendezeiten wurden allgemein leicht angepasst, es kam aber nicht zu größeren inhaltlichen Neuerungen.

## Empfang
Das Programm wird ausschließlich digital über den Digitalradio-Standard DAB+, Satellit und im Internet als Livestream in den Formaten Opus, MP3 und AAC ausgestrahlt. An den meisten Standorten, wo der Deutschlandfunk bereits vor dem 18. Januar 2010 mit 128 kbit/s über DAB vertreten war, wurde die Bandbreite auf zwei 64-kbit/s-Programmstreams zugunsten des DLF und des neuen Programms aufgeteilt. Im September 2014 wurde die Bitrate auf 88 kbit/s erhöht, mittlerweile wird mit 104 kbit/s gesendet. Deutschlandfunk Nova will besonders für die jüngere Generation attraktiv sein und dabei das lineare Radioprogramm mit dem interaktiven Medium Internet verknüpfen. Alle Beiträge stehen deshalb auch im Internet auf Abruf und als Podcast zur Verfügung. Zur Jahresmitte 2010 kam das Programm auf „rund 40.000“ Hörer pro Tag online. In Südtirol wird der Sender von der Rundfunk-Anstalt Südtirol im Standard DAB+ verbreitet.

## Rezeption
Deutschlandradio-Programmdirektor Günter Müchler bezeichnete auf der Pressekonferenz zum Start 2009 DRadio Wissen als „drittes Programm des Deutschlandradios“, „mit dem man das Massenmedium Radio mit dem Internet versöhnen“ wolle.
Markus Ehrenberg vom Tagesspiegel zweifelte  „[B]ei allem Web-2.0.-Hype“, dass „der klassische Radiohörer“ ständig am Computer „kleb[e]“, fand es dennoch bemerkenswert, „in diesen schweren Zeiten“ einen neuen Sender mit einem Budget von sieben Millionen Euro jährlich zu gründen.
Ullrich Claus lobte in der Welt den Sender im Jahr 2010 als „höfliches Jungakademiker-Programm“, welches mit beachtlichem Erfolg alle Marktregeln ignoriere. So würde „sehr unmodern“ nach allen Regeln heutigen Programmdesigns auf ein „Format“ im branchenüblichen Sinn, auf „Durchhörbarkeit“ sowie auf eine windschnittige „Musikfarbe“ verzichtet. „Die Botschaft ist der pure Inhalt: Wissen im wörtlichen Sinn.“

## Auszeichnungen
Im Jahr 2011 wurde DRadio Wissen mit dem Grimme Online Award ausgezeichnet. Die Preisverleihung wurde von der Jury insbesondere mit der Verbindung von Radioprogramm und Website begründet. Die Programme seien dort nicht nach Sendeschema und -zeiten sortiert, sondern thematisch gegliedert. Die Oberfläche der Website könne von den Benutzern nach eigenen Vorlieben konfiguriert werden. Die Radiobeiträge seien qualitativ überzeugend, und jeder Beitrag sei auch auf Abruf, als Podcast sowie in Textform online verfügbar. „So muss Radio im Internet sein.“ 2016 erhielt DRadio-Wissen-Autor Dominik Schottner den Deutschen Radiopreis in der Kategorie Reportage für den Beitrag „Alkoholsucht – Danke. Ciao!“, der am 19. Juni 2015 in der Sendung Einhundert gesendet wurde. 2019 wurde auch die Nachrichtensendung Update als bestes Nachrichten- und Informationsformat mit dem Deutschen Radiopreis ausgezeichnet. In der Begründung der Jury wird vor allem die sorgfältige Recherche und die zeitgemäße Einordnung der Themen des Tages gelobt. Das Team der Sendung verbinde „fundierte Informationen mit anspruchsvoller Unterhaltung“.